# Епископ будимски Дионисије
Дионисије Новаковић (Книнска Крајина, 1705 — Сентандреја, 8. децембар. 1767) био је будимски епископ, проповедник и црквени писац.

## Биографија
Далматинац Новаковић био је постриженик и јерођакон манастира Савине. Из манастира се као јерођакон упутио 1725. године у Кијев, где је завршио гимназију и Духовну академију. Био је један од првих Срба који су завршили Кијевску Духовну академију. На повратку из Русије где је провео чак десет година 1737. године дошао је у Нови Сад, и ускоро постао професор филозофије и богословије у духовној академији, коју је у то време (1739) основао у Новом Саду бачки владика Висарион Павловић. Новаковић је своју приступну беседу у школи која се налазила у Петроварадину посветио празнику Зачеће Пресвете Богородице.
Јеромонах Дионизије је постао префект школе која се званично звала "Варадинска, Висарионо-Павловићева колегија". Био је у то време надалеко познат по учености и слатких својих проповеди. Као професор духовне академије у Новом Саду, Новаковић је био необично реван и савестан радник, те је настојао да своме народу омили науку и докаже њезину важност за прогрес човечанства. У том смислу састављено је и једно његово предавање од 8/9. 1744. године О похвалах и ползје наук свободних. Осим тога остало је неколико Новаковићевих дела, филозофско-етичког, догматског, полемичког и литургичког садржаја, у рукописима патријарашке библиотеке манастира Гргетега и Ораховице. За предаване предмете написао је ручне књижице од којих је једна (из 1741) и штампана, али две деценије доцније. Реч је о делу "Епитом или краткаја сказанија свјашћанаго храма...", које објављено 1768. године у Венецији. Један од наслова приручника на који скреће пажњу Шафарик је написан 1744. године био је "Катихизис или Наука Христијанска". Остао је Дионисије у Новом Саду до 1746. године, када је отишао у Будим.
Неко време био је и проповедник у Хрватској и у Будиму. Дионизије је у Будиму био духовник и учитељ неколико година. Срби из Будима су се због Новаковића замерили са својим епископом, што је довело чак до за извесно време затварања будимске цркве. Али Будимци - посланици из Будима и Сентандреје су га толико радо имали, да су архијерејски синод готово присилили да им да Новаковића за епископа. 
За епископа Будимске епархије је посвећен 1748. године. Царским указом а без знања и "привољења" карловачког митрополита и Синода, постављен је истовремено и за епископског викара у Ердељу. Године 1761. године добио је на управу и Трансилванску епархију, стекавши знатне заслуге за одбрану православља међу трансилванским Румунима. Дионисије је одлазио у Ердељ, а последње његово бављење десило се и јесен 1767. године. Било је то надомак смрти која га је снашла по повратку 8. децембра 1767. године у Сентандреји.

## Одабрана дела
- Историја натуралнаја философов, у питањима и одговорима,
- О пургаторији римској, сије јест о огњу чистителному,
- Основателноје показаније о равностјех между восточној и западнеју церковију,
- Сочиненије о происхожденији Св. Духа,
- Привјетствованија различнаја вдни рождества Христова,
- Пропедија благочестија и должностеј христијанских.

- Епитом или краткаја сказанија свјашченаго храма, риз јего итд, који је написао 1741, штампан је у три маха после његове смрти (1768, 1783. и 1805).